# Сасинівська волость
Сасинівська волость — адміністративно-територіальна одиниця Пирятинського повіту Полтавської губернії з центром у селі Сасинівка.
Старшинами волості були:
- 1900—1904 роках козак Григорій Петрович Хорошко[1],[2];
- 1913 року Іван Корнілович Дубовка[3];
- 1915 року Олександр Миколайович Чичкан[4].